# Пронштейн, Александр Павлович
Алекса́ндр Па́влович (Пейсахович) Пронште́йн (21 января 1919 года, Мелитополь — 14 апреля 1998) — советский и российский историк, доктор исторических наук (1962), профессор (1963). Заслуженный деятель науки РСФСР (1991).

## Биография
Родился 21 января (по старому стилю) 1919 года в Мелитополе Таврической губернии, в семье раковского мещанина Минского уезда Пейсаха Сролевича-Айзиковича Пронштейна и Славы Самуиловны (в девичестве Копелевич) (семья отца и он сам до женитьбы проживали в Екатеринославе). В 1920-х годах его семья переехала в Москву. После окончания школы Александр Павлович поступил учиться на исторический факультет Московского университета. В университете его учителями были такие историки, как академик Б. Д. Греков, член-корреспондент АН СССР С. В. Бахрушин, профессора М. Н. Тихомиров, Н. А. Машкин, М. М. Смирин и др. Студенческая научная работа А. П. Пронштейна о жизни Владимира Мономаха была рекомендована к печати в «Исторических записках». В 1941 году, перед началом Великой Отечественной войны, он окончил исторический факультет МГУ.
С началом войны 25 октября 1941 года призван Сыктывкарским ГВК Коми АССР и направлен на обучение в военно-инженерное училище. В 1942 году прибыл на Волховский фронт. Воевал командиром инженерно-сапёрного взвода, заместителем начальника штаба 41-го армейского запасного стрелкового полка 52-й армии. Прошёл фронтовой путь от Москвы до Праги. Демобилизован 2 ноября 1945 года в звании капитан.
В 1945—1948 годах учился в аспирантуре Московского университета (научный руководитель — М. Н. Тихомиров). В 1949 году защитил кандидатскую диссертацию на тему «Великий Новгород в XVI веке». В 1957 году на основе кандидатской диссертации А. П. Пронштейн издал одноименную монографию.
С 1949 года работал преподавателем историко-филологического факультета Ростовского университета, изучал историю донского казачества. В 1962 году поле защиты докторской диссертации «Земля Донская в XVIII веке» стал доктором исторических наук. Избран заведующим кафедрой истории СССР Ростовского университета, в 1963 году утверждён в звании профессора.
В 1972 году создал в университете и возглавил кафедру источниковедения отечественной истории и вспомогательных исторических дисциплин. Действительный члены РАЕН (1992).
Область научных интересов: вопросы истории России XVI—XVIII веков, социально-экономическая, политическая и военная жизнь Донского края, теория и методика исследований в исторической науке. Многие историки казачества испытывали влияние трудов А. П. Пронштейна, учились на его спецкурсах и семинарах, защитили под его руководством кандидатские и докторские диссертации.
Был женат на литературоведе Светлане Николаевне Покровской, дочери историка Н. И. Покровского; сын — историк Николай Мининков (род. 1950).

## Награды и звания
- Заслуженный деятель науки РСФСР.
- Орден Красной Звезды.

## Основные работы
Александр Павлович Пронштейн является автором около 250 научных публикаций, включая 15 монографий.
Монографии
- Пронштейн А. П. Великий Новгород в XVI веке. Очерк социально-экономической и политической истории русского народа. Харьков: Изд-во ХГУ, 1957. — 288 с.
- Пронштейн А. П. Земля Донская в XVIII веке. 1961.
- Пронштейн А. П. Методика исторического исследования. Ростов-на-Дону: Издательство Ростовского университета, 1971. — 468 с.
  - Пронштейн А. П. Методика исторического источниковедения. Изд. 2-е, доп. и испр. Ростов-на-Дону: Издательство Ростовского университета, 1976. — 480 с.
- Пронштейн А. П. Крестьянские войны в России XVII—XVIII веков и донское казачество. 1983.
- Пронштейн А. П., Мининков Н. А. Кондратий Афанасьевич Булавин. М.: Просвещение, 1988. — 134 с.

Учебные пособия
- Пронштейн А. П., Кияшко В. Я. Вспомогательные исторические дисциплины. Учебное пособие. М.: Просвещение. 1973. — 112с.
- Пронштейн А. П., Кияшко В. Я. Хронология / под ред. В. Л. Янина. — М. : Высшая школа, 1981. — 191 с.
- Пронштейн А. П., Данилевский И. Н. Вопросы теории и методики исторического исследования: Учеб. пособие для вузов по спец. «История». М.: Высшая школа, 1985. — 208 с.

Статьи
- Пронштейн А. П. Усиление крепостного права на Дону в XVIII веке // Вопросы истории. 1955. № 6. С. 56-66.
- Пронштейн А. П. П. И. Багратион и донское казачество в период русско-турецкой войны 1806—1812 гг. // Из истории Дона XVII—XX вв.: сб. ст. Ростов-на-Дону, 1956. Вып. 1. С. 72-95.
- Пронштейн А. П. Характер и особенности заселения Донского края в XVIII в. // Научные доклады высшей школы. Исторические науки. 1960. № 1. С. 86-103.
- Пронштейн А. П. Развитие сельского хозяйства на Дону в XVIII веке // Ежегодник по аграрной истории восточной Европы. 1960 г. Киев, 1962. С. 248—261.
- Пронштейн А. П. Решённые и нерешенные вопросы истории крестьянских войн в России // Вопросы истории. 1967. № 7. С. 151—161.
- Пронштейн А. П. Русская материальная культура XVI века // Вопросы истории. 1974. № 7. С. 112—130.
- Пронштейн А. П. Роль донского казачества в крестьянской войне под предводительством Степана Разина: (К историографии вопроса) // Развитие феодальных отношений в Дагестане. Махачкала, 1980. С. 155—173.
- Пронштейн А. П. Роль казачества и крестьянства в заселении и хозяйственном освоении Дона и степного Предкавказья в XVIII — первой половине XIX века // Известия Северо-Кавказского научного центра высшей школы. Общественные науки. 1982. № 1. С. 55-59.
- Пронштейн А. П. Предводитель народного восстания [о К. А. Булавине, донском казаке, предводителе восстания 1707—1709 гг.] // Люди земли донской. Ростов н/Д, 1983. С. 8-13.